# Piotr Śliwka (siatkarz)
Piotr Śliwka (ur. 3 czerwca 2003 w Jaworze) – polski siatkarz, grający na pozycji przyjmującego.
Jego rodzice grali w siatkówkę. Tata Jan grał w lidze mekroregionalenj w Transportowcu Jawor. Mama Dorota Wojtowicz-Śliwka w II lidze w jaworskiej Olimpii. Starsza siostra Marta także występowała na tym szczeblu, a teraz m.in. trenuje chłopców w Spartakusie Jawor. Starsza siostra Ania także miała przygodę z siatkówką. Jest fizjoterapeutką oraz zrobiła kurs instruktora siatkówki na siedząco. Jego starszy brat Aleksander, również jest siatkarzem.
Jest wychowankiem klubu Spartakus Jawor. Od 2020 do 2022 roku był uczniem SMS-u PZPS Spała.

## Sukcesy klubowe

### młodzieżowe
Mistrzostwa Mazowsza Kadetów:
- 2020[4]

Mistrzostwa Mazowsza Juniorów:
- 2021

### seniorskie
I liga:
- 2023[5]

## Sukcesy reprezentacyjne
Mistrzostwa Europy U-17:
- 2019[6]

Mistrzostwa Europy Kadetów:
- 2020[7]

Mistrzostwa Świata Kadetów:
- 2021[8]

Mistrzostwa Europy Juniorów:
- 2022[9]

Mistrzostwa Europy U-22:
- 2024[10]

Letnia Uniwersjada:
- 2025[11]